# Saburo Kawabuchi
Saburo Kawabuchi (Takaishi, 3 de desembre de 1936) és un futbolista japonès que disputà vint-i-sis partits amb la selecció japonesa.